# Einführungsgesetz (Deutschland)
Ein Einführungsgesetz (EG) enthält in Deutschland bundesrechtliche Einführungsbestimmungen zu einem neuen Bundesgesetz.
Ein Einführungsgesetz wird in der Regel als Gesetz für ein umfangreiches Gesetzeswerk erlassen, das an die Stelle einer bestimmten früheren Kodifizierung tritt oder große Bereiche des Rechts regelt. Das Einführungsgesetz wird in der Regel im gleichen Gesetzgebungsverfahren wie das einzuführende Gesetz erlassen. Es enthält regelmäßig das Datum des Inkrafttretens des einzuführenden Gesetzes und meist zahlreiche Übergangsvorschriften zum überkommenen Recht.
In seltenen Fällen werden in den Einführungsgesetzen auch Annex-Materien des einzuführenden Gesamtwerks geregelt. So wird zum Beispiel im Einführungsgesetz zum Bürgerlichen Gesetzbuche (EGBGB) das Internationale Privatrecht geregelt, im Einführungsgesetz zum Gerichtsverfassungsgesetz (EGGVG) die Behandlung von Justizverwaltungsakten. Die Verhängung von Ordnungsmitteln in Gerichtsverhandlungen wird teilweise im Einführungsgesetz zum Strafgesetzbuch (EGStGB) geregelt.
Weitere Kodifizierungen (Auswahl) sind das
- Einführungsgesetz zum Handelsgesetzbuch (EGHGB)
- Einführungsgesetz zur Insolvenzordnung (EGInsO)
- Einführungsgesetz zum Gesetz über Ordnungswidrigkeiten (EGOWiG)
- Einführungsgesetz zum Rechtsdienstleistungsgesetz (RDGEG)
- Einführungsgesetz zur Strafprozessordnung (EGStPO)
- Einführungsgesetz zum Versicherungsvertragsgesetz (EGVVG)